# 張興留
張興留（1832年—？），字房農，室名縵耕齋，山東泰安府肥城縣人，清朝政治人物、同進士出身。

## 生平
咸豐二年，鄉試中舉。咸豐六年（1856年）丙辰科進士，以內閣中書用。咸豐八年，任國史館校對。咸豐十年，擔任內閣中書。同治元年，擔任順天鄉試同考官。同治五年，擔任玉牒館幫纂修官。同治六年，擔任江西建昌府同知。光緒四年，江西補用道。光緒八年，丁母憂。